# Alifa al Farkadain

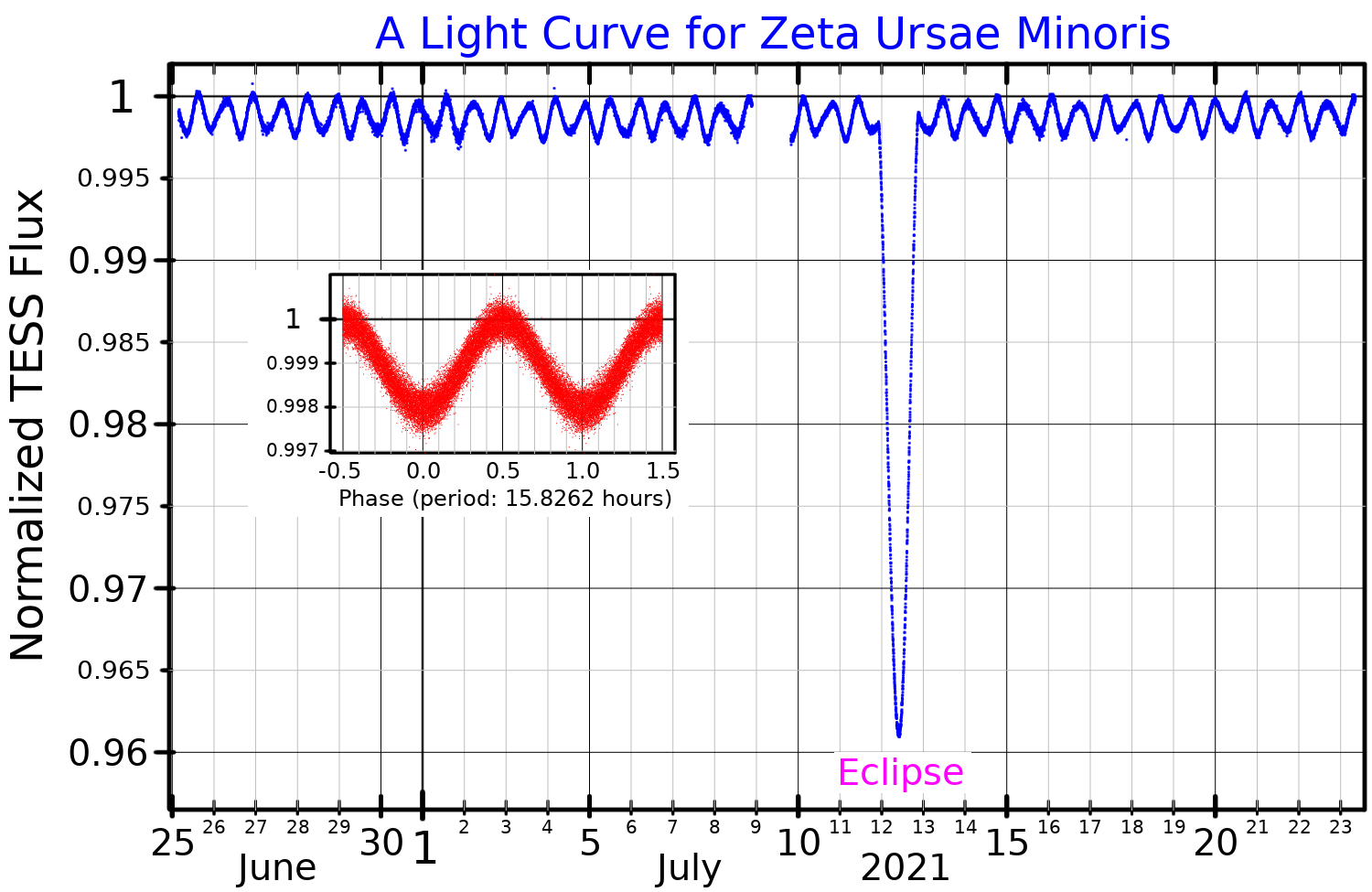
Lichtkromme van Zeta UMi

Alifa al Farkadain (zeta Ursae Minoris) is een ster in het sterrenbeeld Kleine Beer (Ursa Minor).
Het betreft  een type A-hoofdreeksster die op het punt staat te evolueren naar een rode reus.